# Àngel de la Guarda (Tiana)
L'Àngel de la Guarda és una obra de Tiana (Maresme) inclosa a l'Inventari del Patrimoni Arquitectònic de Catalunya.

## Descripció
És un edifici civil de grans dimensions format fonamentalment per dos cossos rectangulars col·locats paral·lelament un al davant de l'altre, ambdós coberts per teulades de vessants inclinats. L'edifici s'adapta al desnivell del terreny i consta de quatre pisos d'alçada.
En el conjunt destaca la gran quantitat de finestres existents, amb les llindes, ampits i brancals de pedra i que contrasten amb els murs, de maó. L'interior conserva la major part dels murs de les habitacions amb arrambadors compostos de rajoles decorades.

## Història
Aquest edifici, inicialment anomenat "Hogar del Angel de la Guarda", fou fet construir com a Casa de colònies l'any 1922-23. Actualment és propietat de les Franciscanes i està arrendat al Col·legi Mireia.
L'any 1961 encara era casa de colonies, organitzades per la Caja de Ahorros y Monte de Piedad. La part del darrere es comunicava amb una escola d'internat.